# تیلور، شهرستان بکهام، اوکلاهما
تیلور (به انگلیسی: Taylor) یک منطقهٔ مسکونی در ایالات متحده آمریکا است که در اکلاهما قرار دارد.